# Szér

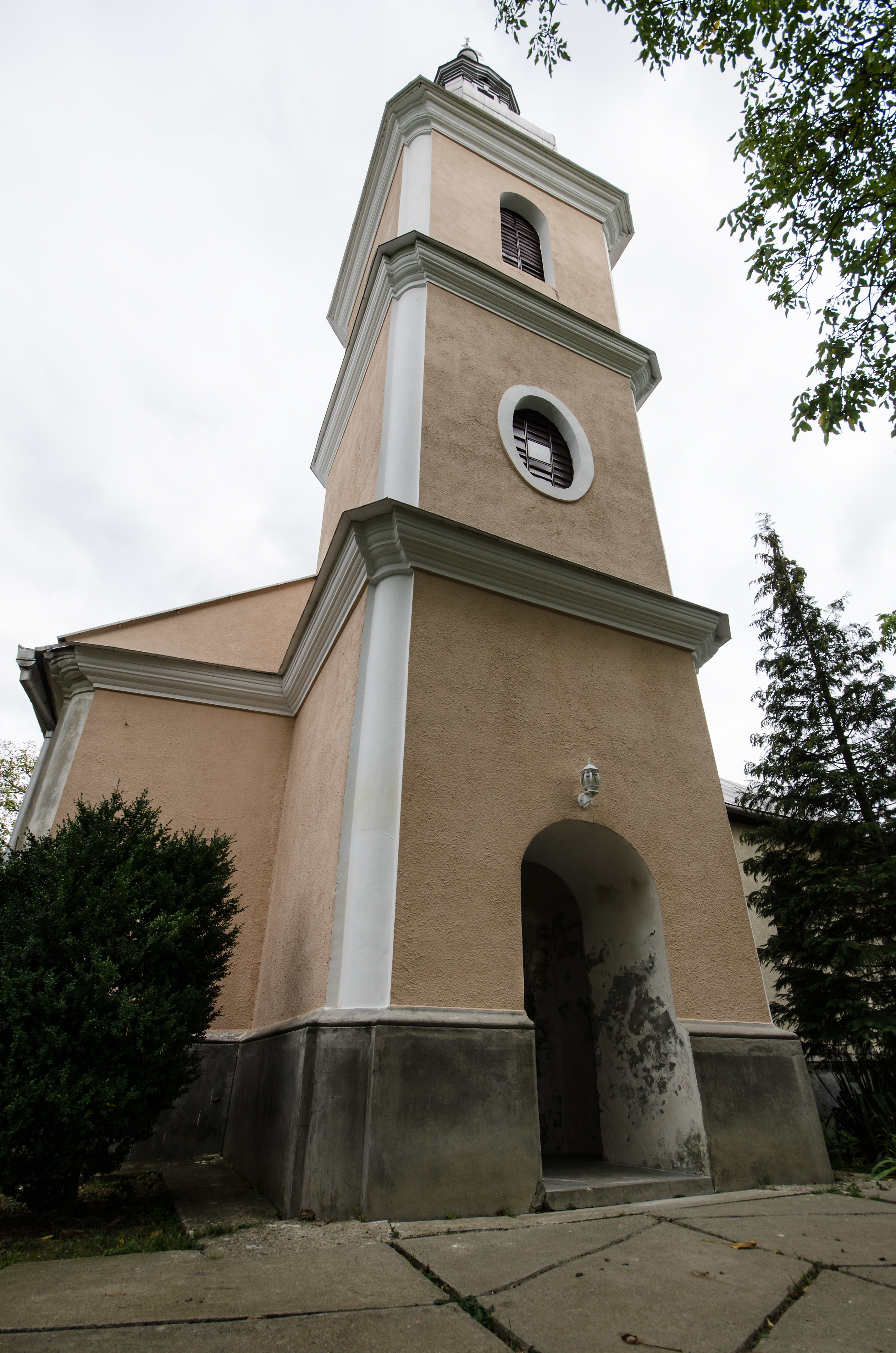
A széri református templom

Szér (románul Ser) falu Romániában, Szatmár megyében.

## Fekvése
Szatmár megyében, Bábcától délre, Szatmár megye és Szilágy megye határán fekvő település.

## Története
Szér nevét 1349-ben említették először az oklevelek Zceertelek néven.
1423-ban Zeer, 1461-ben Zerthelek, 1475-ben Zeel, 1494-ben Zertheleke, Szér, 1549-ben Seel, 1570-ben Zer, Szeer, 1570-ben Szer -néven írták.
Szertelek  a tőle kissé délre eső Kusaly várához tartozott, melynek romjai a Hegyes Bércz-en álltak, s az 1900-as évek elejének leírásai szerint még láthatóak voltak.
1349-ben Zceertelek birtok tárgyában Sarmasági László és testvérei egyezséget kötöttek Sámsoni Istvánnal, ezt az egyezséget Endre erdélyi vajda és szolnoki főispán is
megerősítette.
1475 körüli adólajstrom Zeel települést a Jakcsiak birtokaként írta le; Jakcsi János és István között oszlott meg.
1543-ban panaszi Pázmány Péter és Jakcsi Mihály volt Szér birtokosa.
1570-ben Jakcsi Boldizsárt írták a település birtokosának.
1604-ben a Weselényiek voltak birtokosai.
1703-ban Szér Wesselényi István báró, középszolnok megyei főispán birtoka volt.
1797-ben végzett hadi összeíráskor Wesselényi Farkas volt a település birtokosa.
1847-ben 849 lakója volt, kik közül 8 római katolikus, 143 görögkatolikus, 698 református.
1890-ben 822 lakosából 725 magyar, 5 német, 90 oláh, 2 egyéb nyelvű, ebből római katolikus 13, görögkatolikus 90, evangélikus 5, református 688, unitárius 2, izraelita 24 fő volt. A település házainak száma ekkor 150 volt.
A trianoni békeszerződés előtt Szér Szilágy vármegye Szilágycsehi járáshoz tartozott.
A településnek a 2011-es népszámlálás szerint 751 lakosa volt, ebből 718 magyar anyanyelvű.

## Nevezetességek
- Református templom: 1470-ben már említették a falu kőtemplomát és czintermét. Az akkori templomnak homlokzatánál két torony állt. A jelenlegi templomot ennek helyére építették fel. A templom mennyezetén található évszám szerint 1793-ban épült fel a ma is álló templom. Anyakönyvüket 1778-ban Krasznai Sámuel pap kezdte vezetni.